# اس‌ام یوبی-۱۰۱
اس‌ام یوبی-۱۰۱ (به انگلیسی: SM UB-101) یک زیردریایی بود که طول آن ۵۵٫۵۲ متر (۱۸۲٫۲ فوت) بود. این زیردریایی در سال ۱۹۱۸ ساخته شد.